# Glenea papiliomaculata
Glenea papiliomaculata é uma espécie de escaravelho da família Cerambycidae.